# Fuka Nagano
Fuka Nagano (長野 風花, Nagano Fuka), née le 9 mars 1999, est une joueuse internationale de football japonaise.

## Biographie
Le 11 novembre 2018, elle fait ses débuts avec l'équipe nationale japonaise contre l'équipe de Norvège.

## Statistiques
Le tableau ci-dessous présente les statistiques de Fuka Nagano en équipe nationale
| Équipe du Japon | Équipe du Japon | Équipe du Japon |
| Année           | Matchs          | Buts            |
| --------------- | --------------- | --------------- |
| 2018            | 1               | 0               |
| Total           | 1               | 0               |

## Palmarès
- Vainqueur de la Coupe du monde des moins de 20 ans 2018
- Vainqueur de la Coupe du monde des moins de 17 ans 2014
- Finaliste de la Coupe du monde des moins de 17 ans 2016